# 1. československá fotbalová liga 1979/1980
1. československou ligu v sezóně 1979 – 1980 vyhrál Baník Ostrava.

## Tabulka ligy
| Poř. | Tým                        | Z  | V  | R  | P  | VG | OG | B  |
| ---- | -------------------------- | -- | -- | -- | -- | -- | -- | -- |
| 1.   | TJ Baník Ostrava OKD       | 30 | 16 | 9  | 5  | 47 | 23 | 41 |
| 2.   | TJ Zbrojovka Brno          | 30 | 15 | 6  | 9  | 59 | 39 | 36 |
| 3.   | TJ Bohemians ČKD Praha     | 30 | 13 | 8  | 9  | 35 | 35 | 34 |
| 4.   | ASVS Dukla Praha           | 30 | 15 | 3  | 12 | 53 | 25 | 33 |
| 5.   | TJ Inter Bratislava        | 30 | 12 | 9  | 9  | 33 | 23 | 33 |
| 6.   | TJ Plastika Nitra          | 30 | 14 | 4  | 12 | 50 | 46 | 32 |
| 7.   | TJ Spartak TAZ Trnava      | 30 | 11 | 10 | 9  | 35 | 35 | 32 |
| 8.   | TJ Lokomotíva Košice       | 30 | 12 | 7  | 11 | 40 | 32 | 31 |
| 9.   | SK Slavia IPS Praha        | 30 | 12 | 6  | 12 | 43 | 42 | 30 |
| 10.  | TJ Sparta ČKD Praha        | 30 | 10 | 10 | 10 | 39 | 42 | 30 |
| 11.  | TJ Slovan CHZJD Bratislava | 30 | 11 | 7  | 12 | 31 | 35 | 29 |
| 12.  | TJ RH Cheb                 | 30 | 9  | 10 | 11 | 36 | 43 | 28 |
| 13.  | TJ ZŤS Košice              | 30 | 11 | 4  | 15 | 35 | 42 | 26 |
| 14.  | ASVŠ Dukla Banská Bystrica | 30 | 11 | 4  | 15 | 30 | 50 | 26 |
| 15.  | TJ Jednota Trenčín         | 30 | 8  | 4  | 18 | 27 | 63 | 20 |
| 16.  | TJ Škoda Plzeň             | 30 | 5  | 9  | 16 | 25 | 43 | 19 |

## Soupisky mužstev

### TJ Baník Ostrava OKD
Pavel Mačák (15/0/5),
Pavol Michalík (15/0/11) –
Milan Albrecht (21/5),
Augustín Antalík (28/2),
Václav Daněk (24/7),
František Kadlček (4/0),
Lubomír Knapp (24/7),
Verner Lička (30/18),
Zdeněk Lorenc (3/0),
Jozef Marchevský (15/0),
Jan Matuštík (7/0),
Petr Němec (25/1),
Václav Pěcháček (16/0),
Libor Radimec (29/1),
Zdeněk Rygel (25/0),
Lubomír Šrámek (30/0),
Zdeněk Šreiner (30/4),
Dušan Šrubař (10/1),
Rostislav Vojáček (24/1) –
trenér Evžen Hadamczik, asistenti Zdeněk Šajer a František Schmucker

### TJ Zbrojovka Brno
Eduard Došek (5/0/1),
Josef Hron (25/0/7) –
Libor Došek (30/4),
Jiří Dvořák (2/0),
Karel Dvořák (26/0),
Štefan Horný (23/1),
Petr Janečka (26/15),
Karel Jarůšek (28/10),
Jan Kopenec (29/2),
Augustin Košař (1/0),
Vítězslav Kotásek (20/3),
Karel Kroupa (27/16),
Josef Mazura (27/1),
Josef Mezlík (2/0),
Josef Mifek (2/0),
Jaroslav Petrtýl (29/0),
Karel Skála (3/0),
Jindřich Svoboda (28/6),
Rostislav Václavíček (30/1),
Václav Vojtek (17/0) –
trenér Josef Masopust, asistent Viliam Padúch

### TJ Bohemians ČKD Praha
Vladimír Borovička (13/0/3),
Zdeněk Hrsina (3/0/0),
Zdeněk Hruška (15/0/5) –
Přemysl Bičovský (30/6),
Svatopluk Bouška (3/0),
Milan Čermák (23/1),
Karol Dobiaš (22/4),
Petr Firický (1/0),
Václav Hybš (9/0),
Pavel Chaloupka (15/0),
František Jakubec (29/3),
Pavel Klouček (19/3),
Jiří Kotrba (8/0),
Stanislav Levý (14/1),
Jaroslav Němec (16/3),
Igor Novák (3/1),
Jiří Ondra (21/1),
Antonín Panenka (27/5),
Zdeněk Prokeš (25/2),
Jiří Rosický (11/0),
Karel Roubíček (28/3),
Miloslav Tichý (24/1),
Rostislav Vybíral (26/1) –
trenér Tomáš Pospíchal, asistent Josef Zadina

### ASVS Dukla Praha
Jaroslav Netolička (22/0/8),
Karel Stromšík (8/0/4) –
Jan Berger (29/4),
Ivan Bilský (6/0),
Tibor Duda (4/0),
Jan Fiala (30/0),
Josef Foks (22/0),
Miroslav Gajdůšek (26/6),
Tomáš Kříž (18/4),
Luděk Macela (29/4),
František Mikulička (6/0),
Zdeněk Nehoda (22/10),
Josef Novák (7/0),
Stanislav Pelc (11/1),
Petr Rada (16/0),
Oldřich Rott (27/7),
Václav Samek (28/0),
Dušan Šrubař (2/0),
František Štambachr (24/1),
Ladislav Vízek (30/16) –
trenér Jaroslav Vejvoda, asistent Jan Brumovský

### TJ Inter Slovnaft Bratislava
Anton Jánoš (1/0/0),
Miroslav Kovařík (30/0/16) –
Jozef Bajza (28/1),
Jozef Barmoš (30/0),
Karol Brezík (29/3),
Rudolf Ducký (30/2),
Ladislav Hudec (30/5),
Ladislav Jurkemik (30/6),
František Kalmán (6/0),
Peter Michalec (11/0),
Peter Mráz (20/4),
Milan Paliatka (19/1),
Ladislav Petráš (12/2),
Peter Poláček (23/1),
Jozef Stipanitz (1/0),
Jozef Šajánek (3/0),
Jaroslav Šimončič (30/2),
Marián Tomčák (12/1),
Ján Tršo (25/4) –
trenér Michal Vičan

### TJ Plastika Nitra
Vladimír Szabó (19/0/6),
Rastislav Vincúr (12/0/3) –
Dušan Borko (25/14),
Stanislav Dominka (28/0),
Juraj Filo (10/0),
Ján Hlavatý (26/8),
Peter Hodúr (29/7),
Ivan Horn (27/1),
Ján Ilavský (27/0),
Michal Ivan (19/2),
Jozef Ivančík (28/0),
Róbert Jež (11/0),
Jozef Kollárik (7/1),
Jozef Kováč (18/2),
Jozef Kukučka (30/1),
Zoltán Molnár (29/3),
Jaroslav Ťažký (27/10) –
trenér František Skyva, asistent Eduard Borovský

### TJ Spartak TAZ Trnava
Dušan Keketi (30/0/10),
Vlastimil Opálek (1/0/0) –
Ľudovít Baďura (23/1),
Pavol Benčo (17/0),
Július Bielik (5/0),
Marián Brezina (27/8),
Milan Čerešník (7/1),
Jozef Dian (30/3),
Peter Fijalka (5/0),
Michal Gašparík (12/0),
Vladimír Gerič (20/3),
Miroslav Chlpek (10/0),
Miloš Klinka (2/0),
Ján Kolárik (2/0),
Jozef Kollárik (10/0),
Marián Kopčan (22/2),
Rudolf Kramoliš (15/6),
Ladislav Kuna (28/3),
Milan Lackovič (13/0),
Peter Macúch (15/0),
Viliam Martinák (24/2),
Jozef Medgyes (10/1),
Peter Mrva (29/2),
Vladimír Tomaškovič (4/1),
Milan Zvarík (18/1) –
trenér Valerián Švec, asistent Kamil Majerník

### TJ Lokomotíva Košice
Jozef Gašpar (2/0/0),
Stanislav Seman (29/0/11) –
Pavol Biroš (27/0),
Ivan Čabala (14/0)
Vladimír Dobrovič (27/0),
Gejza Farkaš (29/8),
Peter Fecko (27/8),
Peter Jacko (29/7),
Zdeno Kosť (7/0),
Ján Kozák (30/6),
Peter Lovacký (25/0),
Jozef Móder (25/5),
Alexander Péter (5/0),
Pavol Pizúr (6/1),
Jiří Repík (23/0),
Stanislav Strapek (28/5),
Jozef Suchánek (29/0),
Milan Suchánek (1/0),
Dušan Ujhely (13/0),
Ľudovít Žitňár (2/0) –
trenér Jozef Jankech, asistent Ján Paulinský

### SK Slavia Praha IPS
Milan Veselý (1/0/0),
František Zlámal (29/0/2) –
František Cipro (25/0),
Dušan Herda (22/10),
Peter Herda (18/8),
Zbyněk Hotový (28/0),
Karel Jarolím (14/3),
Jiří Jeslínek (3/0),
Miroslav Koštíř (2/0),
Vladislav Lauda (26/6),
Ivo Lubas (13/1),
Miloš Michovský (1/0),
Karel Nachtman (29/1),
Jozef Oboril (25/4),
František Patlejch (3/0),
Miroslav Pauřík (26/1),
Josef Pešice (25/3),
Miroslav Příložný (22/2),
Pavol Stričko (7/0),
Rostislav Šesták (1/0), 
František Veselý (25/2),
Jiří Zamazal (20/1),
Ľubomír Zvoda (14/1) –
trenér Bohumil Musil, asistent Josef Bouška

### TJ Sparta ČKD Praha
Miroslav Koubek (8/0/3),
Miroslav Stárek (23/0/5) –
Miloš Beznoska (4/0),
Ladislav Borbély (5/0),
Jaroslav Bříza (9/1),
Jan Bušek (1/0),
Zdeněk Caudr (23/1),
Josef Jarolím (14/0),
Václav Kotal (21/9),
Jaroslav Kotek (29/1),
Zdeněk Peclinovský (23/1),
Jaroslav Pollák (30/1),
Jan Pospíšil (27/0),
Josef Raška (26/3),
Petr Slaný (29/14),
František Straka (23/1),
Tomáš Stránský (24/3),
Zdeněk Ščasný (26/2),
Milan Vdovjak (28/1) –
trenér Jiří Rubáš, asistent Milan Kollár

### TJ Slovan CHZJD Bratislava
Jozef Hroš (17/0/9),
Milan Mana (13/0/4) –
Rudolf Bobek (22/2),
Jozef Brňák (14/2),
Jaroslav Černil (16/1),
Dušan Galis (26/8),
Koloman Gögh (27/0),
Ján Hikl (21/2),
Ján Hodúr (11/0),
Marián Ježík (18/1),
Karol Krištof (1/0),
Marián Masný (29/8),
Peter Matovič (6/0),
Jaroslav Milan (13/1),
Ján Neshyba (9/0),
Anton Ondruš (29/0),
Ivan Pekárik (9/0),
Ján Švehlík (18/2),
Marián Takáč (26/1),
Vojtech Varadin (25/2),
Miroslav Veselý (6/0),
Bohuš Víger (7/0),
Alfonz Višňovský (15/0) –
trenér Anton Malatinský, asistent Jozef Obert

### TJ Rudá hvězda Cheb
Karel Charvát (2/0/0),
Václav Lavička (29/0/9) –
Ivan Bican (6/0),
Karel Bubla (10/0),
Vladimír Čermák (15/2),
Vladimír Hruška (26/9),
Jozef Chovanec (23/3),
Vratislav Chaloupka (8/1),
Miroslav Kašpar (18/0),
Pavel Konvalinka (14/0),
Zdeněk Koubek (30/0),
Josef Latislav (25/1),
Milan Lindenthal (26/4),
Lubomír Pokluda (29/11),
Jiří Ruš (12/1),
Václav Sedláček (1/0),
Stanislav Smolaga (30/0),
Milan Svojtka (28/0),
Vladimír Šišma (15/1),
Josef Wunsch (15/3) –
trenér Jiří Lopata, asistent František Plass

### TJ ZŤS Košice
Ján Baranec (8/0/2),
Ivan Žiak (22/0/8) –
Bohumil Andrejko (30/13),
Juraj Audi (19/2),
Andrej Babčan (25/4),
Martin Benko (12/1),
Andrej Daňko (23/1),
Milan Ferančík (22/0),
Ján Gajdoš (11/1),
Jozef Grík (14/4),
Štefan Hodoško (12/1),
Václav Chovanec (4/1),
Štefan Jutka (12/0),
Ján Kuchár (29/0),
Ladislav Lipnický (27/2),
Vladimír Marchevský (7/0),
Ivan Nemčický (9/0),
Jozef Norocký (30/0),
Jozef Štafura (28/4),
Ladislav Tamáš (28/0) –
trenéři Viliam Novák (1.–15. kolo) a Jozef Karel (16.–30. kolo), asistenti Ján Gajdoš a Ján Hunčár

### ASVŠ Dukla Banská Bystrica
Dušan Boroš (11/0/4),
Ján Veselý (19/0/4) –
Vladimír Bednár (21/0),
Pavol Bojkovský (22/2),
Jozef Bubenko (28/6),
Michal Gašparík (8/1),
Jaroslav Kališ (28/3),
Ján Kocian (26/3),
Emil Kolkus (30/4),
Michal Kopej (27/0),
Jozef Kubica (21/1),
František Kunzo (27/0),
Jozef Majzlík (16/0),
Milan Nemec (19/5),
Dezider Siládi (17/0),
Miloš Targoš (9/1),
Petr Zajaroš (18/1),
Peter Zelenský (25/2) –
trenér Tibor Kövesi, asistenti Peter Benedik a Zdeněk Michna

### TJ Jednota Trenčín
Vladimír Kišša (16/0/3),
Jaroslav Macháč (14/0/3) –
Peter Ančic (30/3),
Jozef Bánovský (2/0),
Miroslav Gerhát (7/0),
Jozef Hrušovský (12/0),
Roman Hošták (1/0),
Tibor Chobot (27/2),
Libor Janiš (4/0),
Ladislav Józsa (11/4),
Milan Jurenka (5/0),
Ján Kapko (26/0),
Alexander Kovács (26/4),
Štefan Labay (28/8),
Miloš Lintner (26/2),
Miloš Mažár (11/0),
Ivan Minárik (2/0),
Ján Moravčík (30/1),
Pavol Poruban (7/0),
Vladimír Poruban (4/0),
Juraj Řádek (27/0),
Miroslav Siva (23/2),
Miroslav Sopko (9/0),
Ján Tatiersky (29/0) –
trenéři Štefan Hojsík (1.–15. kolo) a Miroslav Čemez (16.–30. kolo), asistent Milan Navrátil

### TJ Škoda Plzeň
Josef Čaloun (30/0/6) –
František Barát (27/1),
Antonín Dvořák (20/3),
Milan Forman (27/3),
Jiří Chvojka (12/1),
Bohuslav Kalabus (13/0),
Luděk Kopřiva (13/0),
Pavel Korejčík (21/4),
Vítězslav Lavička (1/0),
Vlastimil Palička (10/0),
Miloslav Paul (27/1),
Petr Pinkas (5/0), 
Zdeněk Pupp (14/0),
Lubomír Rejda (25/3),
Jiří Sloup (28/5),
Roman Sokol (30/3),
Karel Süss (12/0),
Jaroslav Šilhavý (8/0),
Karel Šilhavý (22/0),
Miroslav Turianik (29/1),
Vladimír Vašák (1/0),
Bohumil Vojta (9/0) –
trenéři Svatopluk Pluskal (1.–15. kolo) a Josef Žaloudek (16.–30. kolo), asistent Zdeněk Michálek